# Politica methodice digesta
Politica methodice digesta è l'opera principale del giurista e filosofo tedesco Johannes Althusius. Con quest'opera, pubblicata per la prima volta nel 1603, Althusius, è considerato il più importante teorico politico del Calvinismo e uno dei maggiori teorici del federalismo del XVI e XVII secolo. In termini di storia delle idee, ad Althusius e al suo modello di stato corporativo viene riconosciuto il merito di aver dato origine allo sviluppo iniziale della teoria del federalismo, che rende il suo concetto graduale di struttura statale riconoscibile come un contributo della prima età moderna allo sviluppo del sistema statale. principio di sussidiarietà .

## Temi e contenuto
Nella sua Politica Methodice Digesta, (di cui una  terza edizione risale al 1614), Althusius sviluppò all'interno della sua classe una teoria "consociale" dello stato e della società orientata alla comunità. -teoria dello stato corporativista in cui progettò una comunità graduale (consociatio dalla famiglia attraverso i possedimenti e le province fino allo stato). Gran parte dei dettagli sono controversi, poiché Althusius, ad esempio, non arriva a una chiara delimitazione delle competenze. In ogni caso, all'interno di quest'ordine, gli individui che devono obbedire ai comandamenti di Dio sono tra loro collegati nella sovranità del popolo statale, nel senso di un corpo nazionale organico. Nei decenni successivi questo concetto statale divenne la base della teoria statale della doppia sovranità, sviluppata specificamente in Germania. 

## Concezione della sovranità popolare
La concezione della sovranità di Althusius, che era in parte basata su Calvino, è vista nella storia della teoria politica come una controproposta alla teoria statale del teorico della sovranità francese monarchico-assolutista Jean Bodin, che considerava il principe come unico e detentore esclusivo del potere statale. Per Bodin il potere statale significava: “Lo Stato è il governo di un gran numero di famiglie e di ciò che hanno in comune, governato secondo la legge e con potere sovrano”.  La legittimità del governo doveva essere conforme alla legge naturale; L’obiettivo più alto dello Stato non era il benessere esterno, ma piuttosto la “vera” felicità delle persone. Althusius, al contrario, assegnò i diritti sovrani all'impero (regnum), alla comunità (respublica) e al popolo (populus). La comprensione di Althusius della sovranità popolare non è ancora collegata ai diritti individuali dei singoli cittadini , poiché solo successivamente vengono espressi nel diritto naturale razionale e nella teoria contrattualista del contratto. La sua idea del diritto di resistenza contro i sovrani tirannici, che si basa sulla monarchia, è limitata ai rappresentanti degli stati e ai funzionari del sistema di governo monarchico-strato.  In questo contesto, Althusius polemizzò ancora una volta contro Bodin - per il quale originariamente nutriva grande rispetto - perché criticava aspramente la sua commistione delle identità di “politica” e “giurisprudenza” sul modello antico . Poiché richiedeva una netta separazione delle discipline, le idee tardo umanistiche soddisfacevano solo parzialmente le sue esigenze.

## Fortuna dell'opera
Con l'opera Politica Methodice Digesta, Althusius può essere considerato tra i primi pensatori federalisti, e inoltre precursore del giusnaturalismo , sostenitore della sovranità popolare e tra gli iniziatori del diritto pubblico moderno. Nel titolo dell'opera althusiana viene, inoltre, riaffermato il termine aristotelico "politica" inteso come "diritto pubblico". Si passa quindi da un metodo dialettico a  un metodo dogmatico.